# Leptophyes helleri
Leptophyes helleri är en insektsart som beskrevs av Sevgili 2004. Leptophyes helleri ingår i släktet Leptophyes och familjen vårtbitare. Inga underarter finns listade i Catalogue of Life.